# Virginia Beach
Virginia Beach er den største by i den amerikanske stat Virginia. Byen har 459.470(2020) indbyggere, og ligger ved Chesapeake Bays udmunding. Byen er en independent city, og tilhører ikke noget county. Denne lokaladministrative ordning er udbredt i Virginia, men ikke særlig kendt i resten af USA.
Byen er kendt for at have verdens længste sandstrand. De største erhverv er turisme og militærbaser.